# حمولة القاع

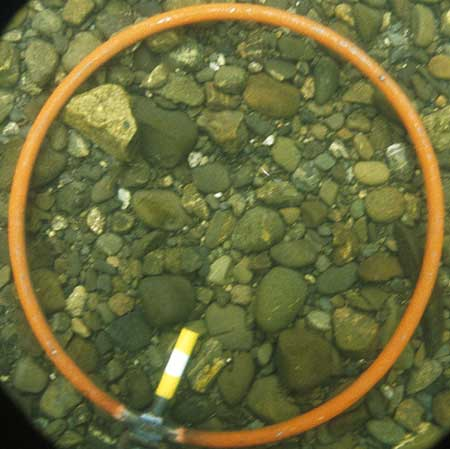
رواسب حمولة القاع في خط قعر في الأسكة.

حمولة القاع مصطلح يصف الجزيئات الموجودة في السائل المتدفق (الماء عادة) والتي تُنقل على طول قاع المجرى. تعتبر حمولة القاع مكملة للحمولة المعلقة و حمولة الجرف ‏.
تتحرك حمولة القاع بالتدحرج والانزلاق والقفز الرملي.